# Criminalità in Canada
Secondo la Costituzione del Canada, il potere di stabilire leggi di diritto penale e regole per l'investigazione è nelle mani del parlamento federale. 
Le provincie condividono la responsabilità per le forze dell'ordine,  mentre il potere di perseguire i reati è assegnato al governo federale, la responsabilità delle azioni penali è delegata alle province per la maggior parte dei tipi di reati. Le leggi e le linee guida per le sentenze sono uniformi in tutto il paese, ma le province variano nel loro livello di applicazione.

## Statistiche

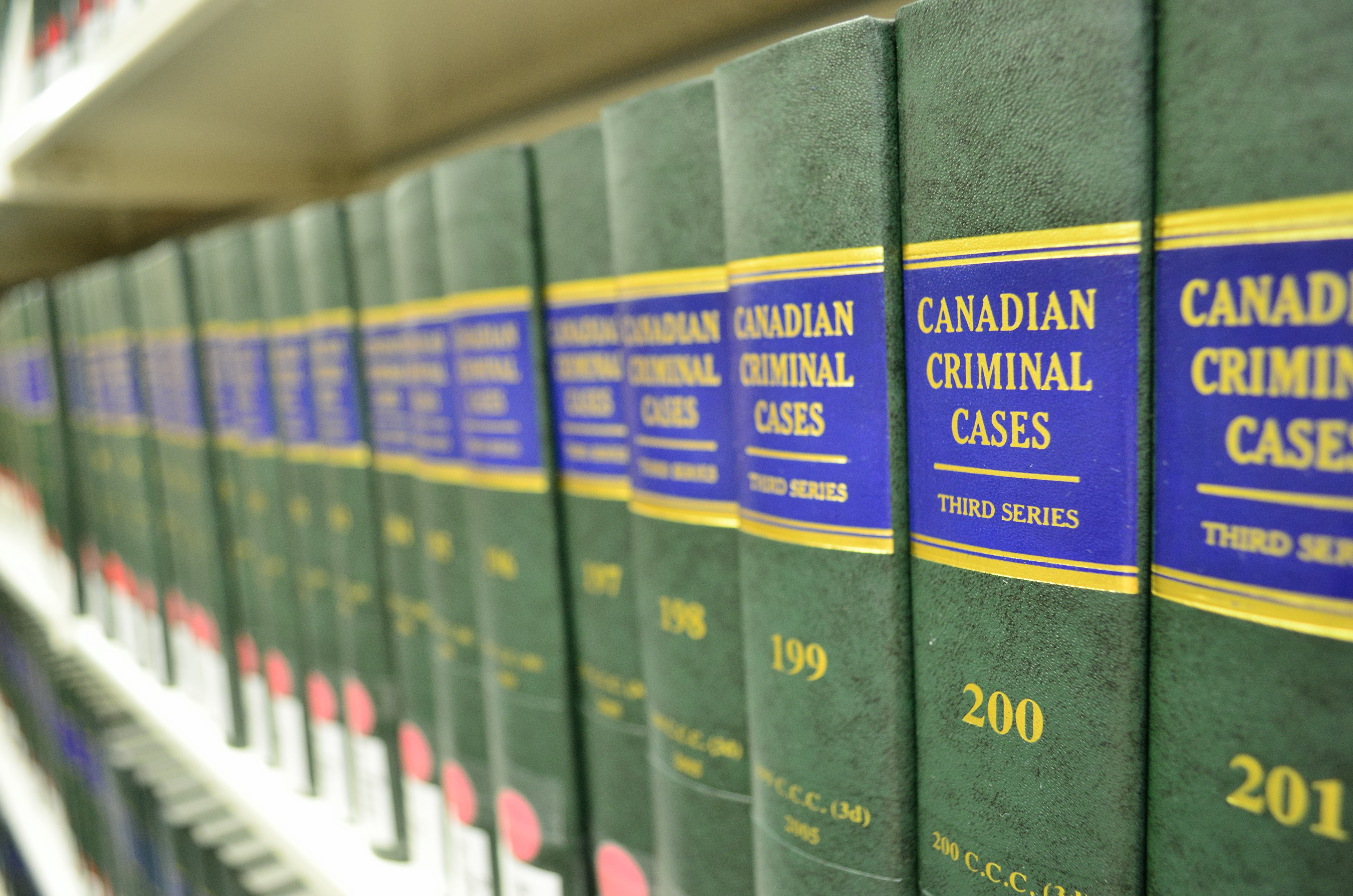
Raccolta di casi criminali canadesi

Nel 2006 sono stati riportati 2.452.787 crimini; 48% correlati alla proprietà e un 12.6% ai crimini violenti. Con un tasso di 7,518 reati ogni 100.000 persone, l'ultimo anno per il quale esistono statistiche, è stato il più basso tasso di criminalità in venticinque anni.. Il tasso di criminalità è in declino generale dal 1991.
La provincia con il più basso tasso di criminalità nel 2006 per il terzo anno consecutivo è stato l'Ontario con 5.689 per 100.000, seguito dal Québec con 5.909 per 100.000. La provincia con il più alto tasso di criminalità per il nono anno consecutivo era Saskatchewan con 13.711 per 100.000.
Regina è la città col più alto tasso criminale seguita da Saskatoon. Québec, Trois-Rivières e Saguenay invece hanno il più basso tasso di crimini e si trovano in Québec.. Winnipeg ha il più alto tasso di crimini violenti dal 2009. 
Per anni le native canadesi sono state vittime di stupro e omicidio in maniera sproporzionata al resto della popolazione e ci sono state lamentele per il fatto che la polizia non dà sufficiente attenzione a questo problema.
Il numero di omicidi è calato a 594 nel 2007, 12 in meno dell'anno precedente. 1/3 degli omicidi del 2007 sono dovuti ad accoltellamenti e un terzo per arma da fuoco.

## Crimini per regione

### Omicidi dal 1981
Winnipeg è stata la "Capitale degli omicidi" del Canada 20 volte da quando è disponibile il dato sul tasso degli omicidi nel 1981.
| Winnipeg  | 20 |
| Ottawa    | 8  |
| Montréal  | 3  |
| Edmonton  | 2  |
| Vancouver | 2  |
| Calgary   | 1  |